# Magdalena (Intibucá)
Pour les articles homonymes, voir Magdalena.
Magdalena est une municipalité du Honduras, située dans le département d'Intibucá.
Fondée en 1821, la municipalité de Magdalena comprend 20 villages et 106 hameaux.

## Crédit d'auteurs
- (es) Cet article est partiellement ou en totalité issu de l’article de Wikipédia en espagnol intitulé « Magdalena, Intibucá » (voir la liste des auteurs).